# Breguet Br 1001 Taon
Il Breguet Br 1001 Taon (in lingua francese, Tafano) era un aviogetto realizzato dall'azienda francese Breguet nella seconda metà degli anni cinquanta.
Progettato per partecipare ad un concorso della NATO per la produzione di un nuovo velivolo leggero da appoggio tattico, non venne prescelto come vincitore e rimase allo stadio di prototipo.

## Storia del progetto

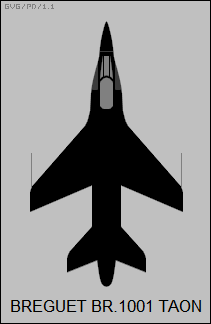
Pianta del Breguet Br 1001 Taon.

Nel dicembre del 1953 la NATO emise le specifiche per il NATO Basic Military Requirement N°1 (NBMR-1) per un aereo da appoggio tattico con il quale equipaggiare le forze aeree dei diversi paesi aderenti.
La Breguet propose il proprio progetto Br 1001 denominandolo TAON, anagramma di NATO (OTAN, secondo la dizione francese), in concorrenza con numerosi altri velivoli, tra i quali gli altri progetti francesi Dassault Mystère XXVI (in seguito divenuto Étendard VI) e SNCASE S.E.5000 Baroudeur, il britannico Folland Gnat, lo statunitense Northrop N-156 e gli italiani Aerfer Sagittario 2 e Fiat G.91 (che si aggiudicò la competizione).
Progettato in ossequio alle caratteristiche tecniche richieste nella specifica (peso inferiore alle 10 000 lb, capacità operative da piste non preparate, impiego del turbogetto Bristol Siddeley Orpheus), il Taon era caratterizzato dalla forma della fusoliera realizzata (almeno in parte) secondo la regola delle aree.
Nell'ambito del concorso NBMR-1 vennero ordinati tre prototipi del Taon, solo due dei quali videro la luce; il primo di questi, presentato con livrea a doppio tono di blu (a ricordare il colore nazionale francese e quello, più chiaro, della NATO), venne portato in volo per la prima volta il 26 luglio 1957 (la data, secondo almeno una fonte, viene anticipata di un giorno).

## Tecnica

### Struttura
Monoplano ad ala media, dalla struttura interamente metallica, il Taon presentava fusoliera di sezione tondeggiante, con abitacolo monoposto collocato nella sezione anteriore al di sotto del quale si aprivano le prese d'aria (una per lato), strette ed allungate, integrate nel disegno della fusoliera.
L'ala a freccia, nel secondo prototipo, si raccordava alla fusoliera mediante carenature a bulbo, studiate per garantire una migliore applicazione della formula delle aree, ma impiegate anche come serbatoio aggiuntivo di carburante. Gli impennaggi erano di tipo classico, con l'equilibratore disposto ben al di sotto della deriva, nella parte inferiore del cono di coda.
Il carrello d'atterraggio era di tipo triciclo anteriore. Tutti gli elementi presentavano ruota singola; la gamba anteriore, disposta sotto l'abitacolo, si ritraeva all'indietro mentre le due gambe posteriori, disposte all'incirca a metà della lunghezza delle semiali, si ritraevano verso l'interno.

### Motore
Come molti altri dei partecipanti al concorso NBMR-1, anche il Taon era motorizzato con il turbogetto di progettazione britannica Bristol Siddeley Orpheus. In relazione al concorso NATO, tra le altre cose, era previsto che la licenza di costruzione dell'Orpheus potesse essere concessa sia alla francese SNECMA che all'italiana FIAT.
Il motore installato sui prototipi del Taon era della versione BOr.3, che sviluppava una spinta pari a 21,57 kN; era disposto nella sezione centrale della fusoliera mentre l'ugello di scarico era sistemato all'estremità posteriore della stessa.

### Armamento
I due prototipi costruiti non erano dotati di armamento; il progetto prevedeva l'installazione di quattro mitragliatrici calibro 12,7 mm mentre sotto le ali era prevista l'installazione di quattro piloni (in merito ai quali, tuttavia, le fonti reperite non indicano né il tipo di armamento previsto, né il peso massimo trasportabile).

## Versioni
I dati sulle versioni sono tratti da: Enciclopedia l'Aviazione.
- Br 1002: proposta per la realizzazione di un aereo da caccia armato unicamente con missili aria-aria;
- Br 1003: denominazione assegnata dall'azienda ai previsti esemplari di serie. Avrebbero dovuto avere fusoliera modificata (per rispondere integralmente alla regola delle aree) ed alloggiare un motore Orpheus con postbruciatore.